# مجزرة عائلة حمودة
مجزرة عائلة حمودة (2023) هي سلسلة مجازر ارتكبها سلاح جوّ الإحتلال الإسرائيلي بتاريخ 21 أكتوبر 2023 ومن تاريخ 8 ديسمبر وحتى 31 ديسمبر 2023. استهدفت هذه الغارات الجوية منازل عائلة حمودة في مخيم خانيونس وفي مناطق النزوح داخل غزة. هذه المجازر من ضمن عدة مجازر وقعت خلال الحرب الفلسطينية الإسرائيلية 2023. تسبّبت هذه المجازر الإسرائيليّة والتي استهدفت منازل عائلة حمودة إلى استشهاد أكثر من 60 شهيدًا وجميعهم من عائلة واحدة.

## خلفية الحدث
في ساعاتِ الصباح الأولى من يوم السابع من أكتوبر 2023 أطلقت حركة المقاومة الإسلامية حماس عبر ذراعها العسكري كتائب الشهيد عز الدين القسام عملية طوفان الأقصى وذلك ردًا على الاعتداءات الإسرائيلية وتدنيس الأقصى والاستمرار في الاستيطان، كما أكّد على ذلك محمد الضيف القائد العام للقسّام والذي أعطى إشارة انطلاق العمليّة التي شهدت اقتحامًا من المقاومين لمستوطنات غلاف غزة ونجحوا في قتلِ عدد كبيرٍ من الجنود الإسرائيلين، وأسر عشرات آخرين كما استطاعوا خلال ساعات قطع عشرات الكيلومترات ووصلوا لمستوطنات أبعد من تلك المحيطة والقريبة من قطاع غزة.
الرد الإسرائيلي على هذه العمليّة جاء من خلال شنّ سلاح الجو الإسرائيلي عشرات الغارات العشوائيّة على القطاع متسبّبة في مقتل عشرات المدنيين وتدمير البنية التحتية لمدن القطاع، ليصل حد فرض إغلاق شامل وقطع متعمد لكل الخدمات من ماء وكهرباء وغاز، وهو ما هدَّد حياة أكثر من مليونَي فلسطيني يعيشُ داخل القطاع الذي يُعاني أصلًا من تبعات الحصار الخانق عليهم منذ ستة عشر عاماً.
وفي مساء يوم 27 أكتوبر/تشرين الأول، أعلن جيش الاحتلال الإسرائيلي بدء الهجوم بري على قطاع غزة من خلال بدء التوغل في بلدة بيت حانون ومخيم البريج. حدث الهجوم وسط سلسلة من الغارات الجوية الإسرائيلية واسعة النطاق التي أدت إلى قطع الاتصالات المتنقلة والوصول إلى الإنترنت في غزة.
وبتاريخ 24 نوفمبر 2023 تم وقف إطلاق النار بين المقاومة الفلسطينية وإسرائيل، وهو وقف إطلاق نار مؤقت جرى في الحرب الدائرة بين فصائل المقاومة الفلسطينية في غزة وإسرائيل. وبتاريخ 2 ديسمبر انتهت الهدنة، وخلال ساعات إنتهاء الهدنة الأولى قام سلاح الطيران الإسرائيلي بشن هجمات صاروخية مكثفة على كافة أنحاء القطاع مع التركيز على المنطقة الجنوبية لقطاع غزة.

## المجزرة
مع بدء الحرب الفلسطينية الإسرائيلية 2023، قام سلاح الجو الإسرائيلي بقصف كافة منازل عائلة حمودة. حيثُ يعيش أفراد العائلة بشكل موزع في كافة أنحاء القطاع، ولكن يتركز سكن بعضهم في مخيم خان يونس. وجرى استهداف المنازل لأول مرة بتاريخ 21 أكتوبر 2023 ومن تاريخ 8 ديسمبر وحتى 31 ديسمبر 2023 قام سلاح الجو الإسرائيلي بقصف كافة المنازل، وأعلنت وزارة الصحة داخل القطاع في حصيلة شبه نهائيّة ارتفاع عدد قتلى هذه المجازر المرتكبة بحق عائلة حمودة لأكثر من 60 فلسطينييًا.